# 全日本空手道連盟和道会
全日本空手道連盟 和道会（ぜんにほんからてどうれんめい わどうかい）は、和道流空手道の会派の一つ。和道流最大規模の団体であり、和道流全体を統括する組織として全日本空手道連盟の協力団体となっている。

## 概要
国内1,350支部、海外250支部、会員約185万人、有段者約18万人（1997年9月現在）を擁し、空手団体としては日本有数の規模を誇る。所属している大学の主要校としては、東京大学、東京農業大学、明治大学、立教大学、東海大学、熊本工業大学、福岡大学等がある。